# Арийско братство
Арийското братство е бяла затворническа банда с около 15 000 членове, във или извън затворите на САЩ.

## Основа
Смята се, че Арийското братство е основано през 1964 година от група рокери в затвора Сан Куентин, щата Калифорния, отначало членовете били предимно от американски ирландци.

## Клетва
По показания на бивши членове на бандата за клетва се приема убийството на враг („За да получиш гръб трябва да пролееш кръв“).

## Организация и извършени деяния

### Известни лидери
Бари Милс и Тайлър Бингам са сред тримата лидери на бандата, двамата през 2006 година са обвинени в множество престъпления, включително в убийства, съучастия в престъпления, трафик на наркотици, рекет. Тайлър Бингам и Бари Милс са осъдени за убийство и изпратени обратно в затвора в град Флоренция, щата Колорадо. И двамата имат доживотна присъда и са без право на помилване, при което бягството им би се наказало със смъртна присъда. Бингам има татуировка и свастика на едното си рамо и хексаграм от другата страна, което символизира звездата на Давид, и се смята че е от еврейски произход.

### Бивши членове
Майкъл Томпсън е бивш лидер на Арийското братство, по негови данни той е убил 22 души в затвора.

## Сцени

### Филми
- Престъпник (2008)
- Американска история Х (1998)
- Аз американец (1992)

### ТВ сериали
- Бягство от затвора (2005 – 2009)